# Guy Gavriel Kay
Guy Gavriel Kay, född 1954 i Saskatchewan, är en kanadensisk fantasyförfattare som startade sin litterära bana med att hjälpa Christopher Tolkien sammanställa delar av J.R.R. Tolkiens outgivna livsverk.
Guy Gavriel Kay tog 1976 en juristexamen vid University of Toronto, har arbetat för Canadian Broadcasting Corporation och hans första roman publicerades 1984. Det var den första delen i en trilogi om fem unga vuxna som förs från Kanada till det magiska landet Fionavar. Hans senare böcker har ofta drag av nästan igenkända historiska händelser och platser, och hans Fionavar förekommer ofta i romanernas folktro vilket förstärker denna känsla. Hans verk har vunnit flera litterära priser.